# Эскадренные миноносцы типа «Таканами»
Эскадренные миноносцы типа «Таканами» (яп. たかなみ型護衛艦 таканами-ката-гоэйкан, в переводе с японского — «высокие, ровно бегущие волны») — тип современных эскадренных миноносцев с управляемым ракетным оружием, состоящий на вооружении Морских Сил Самообороны Японии. Эсминцы типа «Таканами» являются дальнейшим развитием эскадренных миноносцев типа «Мурасамэ».
Все пять кораблей названы в честь японских эсминцев времён Второй мировой войны (типов «Фубуки» и «Югумо»).

## Оборудование
Система боевого управления аналогична Мурасаме на первых трех кораблях, на четвертом корабле рабочие станции были заменены на AN/UYQ-70, а на пятом корабле она соответствовала Link 16. Радары и гидролокаторы такие же, как и у Мурасаме.
Вместо 3-дюймовой пушки, принятой на обычных эсминцах, была введена более крупная 127-мм пушка компании OTO Melara. Cистемы вертикального пуска были разделены на двое: 16-ячеечная Mk 41 для VL-ASROC на носовой палубе и 16-ячеечная Mk 48 для Sea Sparrow (позже замененная на Evolved Sea Sparrow) на средней палубе.

## Состав серии
| Бортовой номер | Название                                    | Заложен    | Спущен     | В строю    | Порт приписки |
| -------------- | ------------------------------------------- | ---------- | ---------- | ---------- | ------------- |
| DD-110         | Таканами (яп. たかなみ «Высокая волна»)     | 25.04.2000 | 26.07.2001 | 12.03.2003 | Йокосука      |
| DD-111         | Онами (яп. おおなみ «Большая волна»)        | 17.05.2000 | 20.09.2001 | 13.03.2003 | Йокосука      |
| DD-112         | Макинами (яп. まきなみ «Волна-„барашек“»)   | 17.07.2001 | 08.08.2002 | 18.03.2004 | Сасебо        |
| DD-113         | Садзанами (яп. さざなみ «Зыбь»)             | 04.04.2002 | 29.08.2003 | 16.02.2005 | Куре          |
| DD-114         | Судзунами (яп. すずなみ «Прохладная волна») | 24.09.2003 | 26.08.2004 | 16.02.2006 | Майдзуру      |